# Marijke Djwalapersad
Marijke Djwalapersad (28 décembre 1951) est une personnalité politique surinamienne.
En 1996, elle quitte le parti de la réforme progressiste (VHP) pour participer à la fondation du Basic Party for Renewal and Democracy (en). Le 10 octobre de cette année, elle est élue présidente de l'Assemblée nationale  du Suriname. Elle est la première femme de l'histoire du pays à occuper ce poste.
En 1999, elle participe à la création d'un nouveau parti, le Naya Kadam, dont elle devient secrétaire générale. L'année suivante son parti annonce qu'elle sera candidate pour l'élection présidentielle de 2020. Le Suriname élisant son président au scrutin indirect et Marijke Djwalapersad n'ayant pas été élue lors des élections législatives, il n'en sera rien.